# دوري الدرجة الأولى الروماني 1948–49
دوري الدرجة الأولى الروماني 1948–49 (بالرومانية: Divizia A 1948-1949)‏ هو الموسم 32 من  دوري الدرجة الأولى الروماني. أقيم خلال الفترة 21 أغسطس 1948 وحتى 13 يوليو 1949، وأشرف على تنظيمه اتحاد رومانيا لكرة القدم، وكان عدد الأندية المشاركة فيه  14، وفاز فيه نادي أوراديا بعد أن لعب 26 مباراة وفاز بـ 16 منها.

## نتائج الموسم
| المركز | فريق         | لعب | ف  | ت | خ | له | عليه | ف.أ | نقاط | ملاحظة |
| ------ | ------------ | --- | -- | - | - | -- | ---- | --- | ---- | ------ |
| 1      | نادي أوراديا | 26  | 16 | 5 | 5 | 60 | 36   | +24 |      |        |